# 渡辺周
渡辺 周（わたなべ しゅう、1961年〈昭和36年〉12月11日 - ）は、日本の政治家。立憲民主党所属の衆議院議員（10期）、衆議院政治改革特別委員長、立憲民主党静岡県連顧問。
総務副大臣（鳩山由紀夫内閣・菅直人内閣）、防衛副大臣（野田内閣・野田第1次改造内閣・野田第2次改造内閣）、民主党選挙対策委員長・国民運動委員長・幹事長代行、国民民主党副代表・安全保障調査会長、立憲民主党幹事長代行・常任幹事会議長、静岡県議会議員（2期）を歴任した。

## 来歴

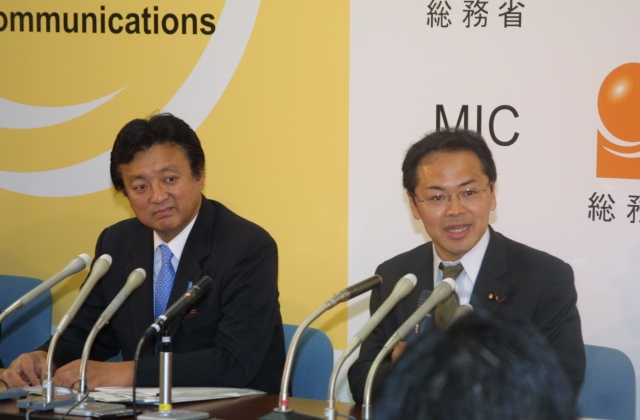
2009年9月24日、総務副大臣就任時に総務省にて内藤正光（右）と

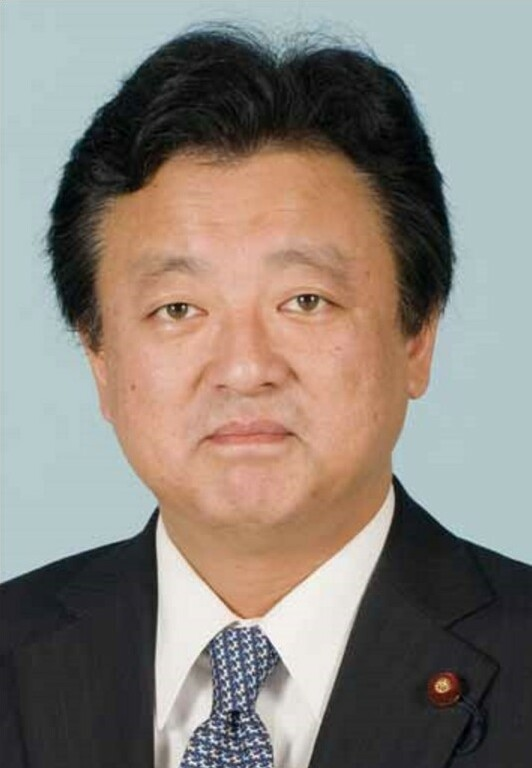
防衛副大臣就任時に公表された肖像

静岡県沼津市生まれ。沼津第二小学校、沼津市立第一中学校、静岡県立沼津東高等学校、早稲田大学政治経済学部経済学科卒業。大学卒業後の1987年に読売新聞社入社、1990年11月に退社。1991年4月に、静岡県議会議員選挙に民社党公認で立候補して初当選する。民社党解党後の1995年に無所属で再選されるが、1996年に2期目の任期途中で辞職する。旧民主党結党に参加し、第41回衆議院議員総選挙に同党公認で静岡6区から立候補して初当選した。
2009年9月に発足した鳩山由紀夫内閣で総務副大臣に任命され、菅直人内閣まで務める。2010年9月の菅直人第1次改造内閣発足に伴い退任し、民主党選挙対策委員長に就任する。2011年1月の党役員人事で、選挙対策委員長を退任して民主党国民運動委員長に就任し、衆議院厚生労働委員会で筆頭理事を務める。
2011年8月26日、菅直人首相が民主党代表辞任を正式に表明。菅の辞任に伴う代表選挙（8月29日投開票）では前原誠司の推薦人に名を連ねた。同年9月、野田内閣で防衛副大臣に就任する。
2012年1月の野田第1次改造内閣発足に際し、前年に参議院で問責決議が可決された防衛大臣の一川保夫の後任に名前が挙がったが、後任は田中直紀が任命され、渡辺は防衛副大臣に留任した。2012年6月に発足した野田第2次改造内閣で、初の民間人閣僚たる防衛大臣・森本敏の下で防衛副大臣に留任した。2012年10月の野田第3次改造内閣の発足に伴い、防衛副大臣を退任した。12月の第46回衆議院議員総選挙後、衆議院議院運営委員会の野党側筆頭理事に就任した。
2014年1月に民主党幹事長代行に起用されて9月に幹事長代行職が廃止されるまで務めた。
2017年10月22日の第48回衆議院議員総選挙に希望の党公認で出馬し、8回目の当選を果たす。
同年10月27日、希望の党は両院議員会を開き、11月1日の特別国会の首相指名選挙で、渡辺に投票する方針を決めた。首相指名選挙では衆議院で51票、参議院で3票をそれぞれ得たが、選挙で両院ともに自民党総裁の安倍晋三が指名された。11月10日に希望の党共同代表選挙が行われ、その後の党役員人事で外交・安全保障調査会長に就任した。
2018年5月7日に、民進党と希望の党の合流により結党された国民民主党に参加して、同党の副代表に就任した。
2020年9月、国民民主党の分党による立憲民主党との合流に伴い、立憲民主党に合流。同党幹事長代行に就任した。
2021年10月の第49回衆議院議員総選挙に立憲民主党公認で出馬するも、自民党の勝俣孝明に敗れ初めて小選挙区で落選。重複立候補していた比例東海ブロックで9回目の当選となる。2024年1月、党常任幹事会議長、泉「次の内閣」安全保障大臣に就任。
2024年4月2日、静岡県知事の川勝平太が辞任を表明。渡辺は翌日、川勝から辞任を表明する直前に後継を打診されたことを明かし（川勝本人は後継指名を否定）、渡辺自身も一時は静岡県知事選への立候補に意欲を見せたとも報じられたが、4月12日に立憲民主党の泉健太代表より国政への専念を要請されたこともあり、翌13日に立候補断念を表明した。
2024年9月に行われた立憲民主党代表選挙では泉健太の推薦人に名を連ねた。同月30日、野田「次の内閣」外務・拉致問題担当大臣に就任。同年10月の 第50回衆議院議員総選挙では、前回とは逆に勝俣を4千票余りの差で破り、10期目の当選。勝俣も比例復活で5期目の当選を果たした。同年11月13日、衆議院政治改革特別委員長に就任。

### 年表
- 1961年 - 静岡県沼津市にて出生
- 1977年 - 沼津市立第一中学校卒業

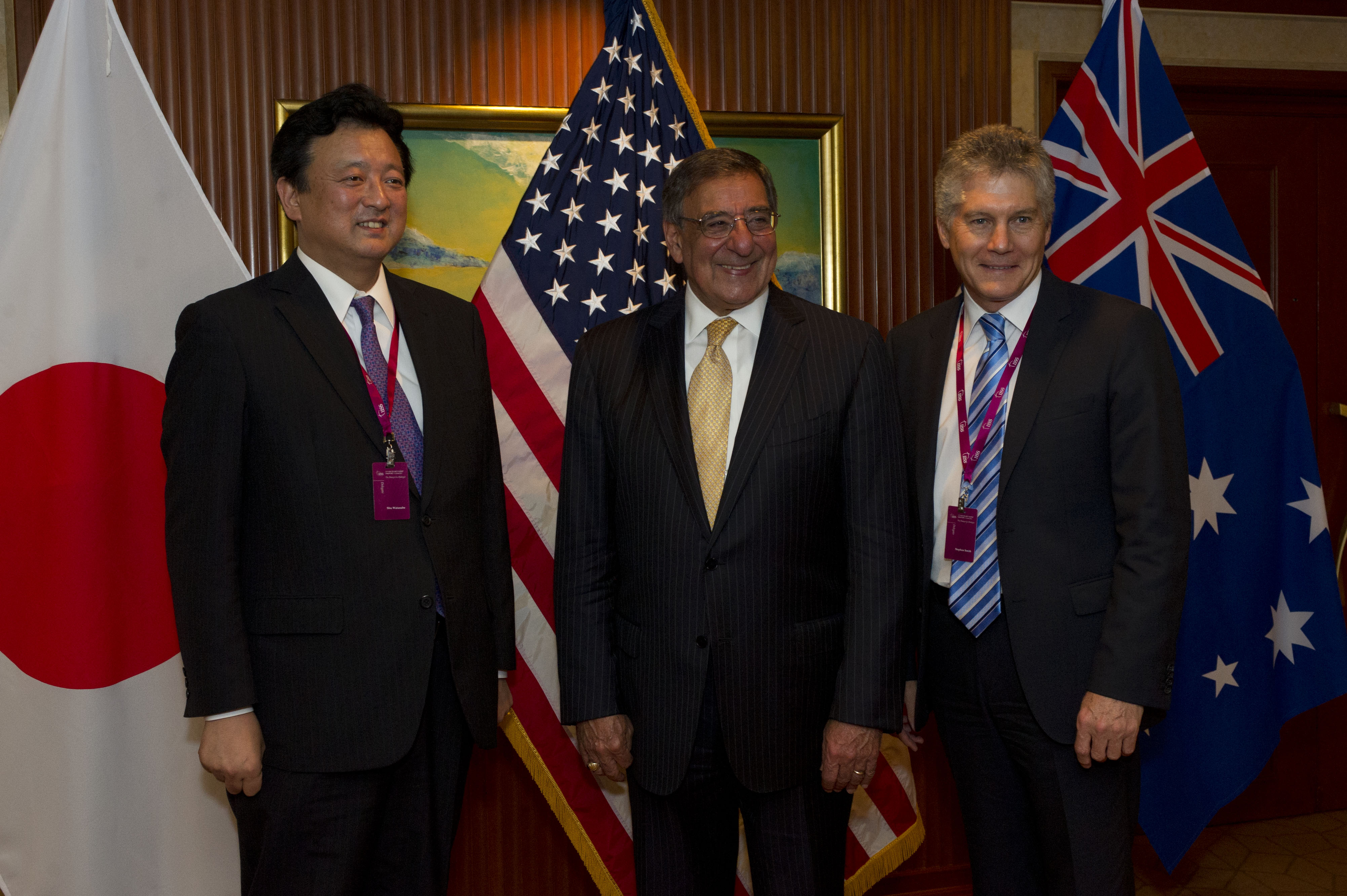
2012年6月2日、アジア安全保障会議にてアメリカ合衆国国防長官レオン・パネッタ（中央）、オーストラリア国防大臣ステファン・スミス（右）と

- 1980年 - 静岡県立沼津東高等学校卒業
- 1987年 - 早稲田大学政治経済学部経済学科卒業、読売新聞社入社
- 1990年 - 読売新聞社退社
- 1991年 - 静岡県議会議員選挙で当選（1期目、沼津市選挙区）
- 1995年 - 静岡県議会議員選挙で当選（2期目、沼津市選挙区）
- 1996年 - 第41回衆議院議員総選挙で当選（1期目、静岡6区）
- 1997年 - 民主党労働局長、民主党総合エネルギープロジェクトチーム座長
- 1998年 - 民主党広報委員会副委員長、民主党静岡県総支部連合会代表
- 1999年 - 民主党国会対策委員会副委員長、民主党国民運動副委員長、民主党災害対策部会部会長、衆議院災害対策特別委員会理事
- 2000年 - 第42回衆議院議員総選挙で当選（2期目、静岡6区）、衆議院災害対策特別委員会理事、民主党災害対策部会部会長、民主党広報委員会宣伝局局長、衆議院災害対策特別委員会筆頭理事
- 2001年 - 民主党広報委員会宣伝局長、衆議院決算行政監視委員会理事、衆議院安全保障委員会理事
- 2002年 - 民主党広報宣伝委員会宣伝局長、衆議院安全保障委員会理事
- 2003年 - 衆議院安全保障委員会筆頭理事、衆議院武力攻撃事態への対処に関する特別委員会理事、民主党北朝鮮問題プロジェクトチーム事務局長、民主党観光立国を目指すプロジェクトチーム座長、第43回衆議院議員総選挙で当選（3期目、静岡6区）、「次の内閣」 経済産業大臣
- 2004年 - 衆議院北朝鮮による拉致問題等に関する特別委員会理事
- 2005年 - 第44回衆議院議員総選挙で当選（4期目、静岡6区）、衆議院総務委員会筆頭理事、「次の内閣」 総務大臣（政治改革担当）[27]、民主党拉致問題対策本部事務局長
- 2006年 - 民主党筆頭副幹事長、衆議院北朝鮮による拉致問題等に関する特別委員会筆頭理事
- 2007年 - 衆議院安全保障委員会筆頭理事、衆議院国際テロリズムの防止及び我が国の協力支援活動並びにイラク人道復興支援活動等に関する特別委員会理事、民主党税制調査会副会長
- 2008年 - 民主党筆頭副幹事長、衆議院議院運営委員会理事
- 2009年 - 第45回衆議院議員総選挙で当選（5期目、静岡6区）、総務副大臣（鳩山由紀夫内閣）
- 2010年 - 総務副大臣（菅直人内閣）、民主党選挙対策委員会委員長
- 2011年 - 民主党国民運動委員長、衆議院厚生労働委員会筆頭理事、防衛副大臣（野田内閣・野田第1次改造内閣・野田第2次改造内閣）
- 2012年 - 第46回衆議院議員総選挙で当選（6期目、静岡6区）、衆議院議院運営委員会理事、「次の内閣」 国家公安委員長・拉致問題・防災担当大臣
- 2013年 - 「次の内閣」 防衛大臣
- 2014年 - 「次の内閣」 総務大臣、内閣府特命大臣（地域主権改革・地方再生）、民主党幹事長代行、第47回衆議院議員総選挙で当選（7期目、静岡6区）
- 2015年 - 「次の内閣」 経済産業大臣
- 2017年 - 第48回衆議院議員総選挙で当選（8期目、静岡6区）
- 2018年 - 国民民主党副代表
- 2020年 - 立憲民主党幹事長代行
- 2021年 - 第49回衆議院議員総選挙で当選（9期目、比例東海ブロック）
- 2024年
  - 1月 - 「次の内閣」 安全保障大臣
  - 9月 - 「次の内閣」 外務・拉致問題担当大臣
  - 10月 - 第50回衆議院議員総選挙で当選（10期目、静岡6区）

## 政策・主張

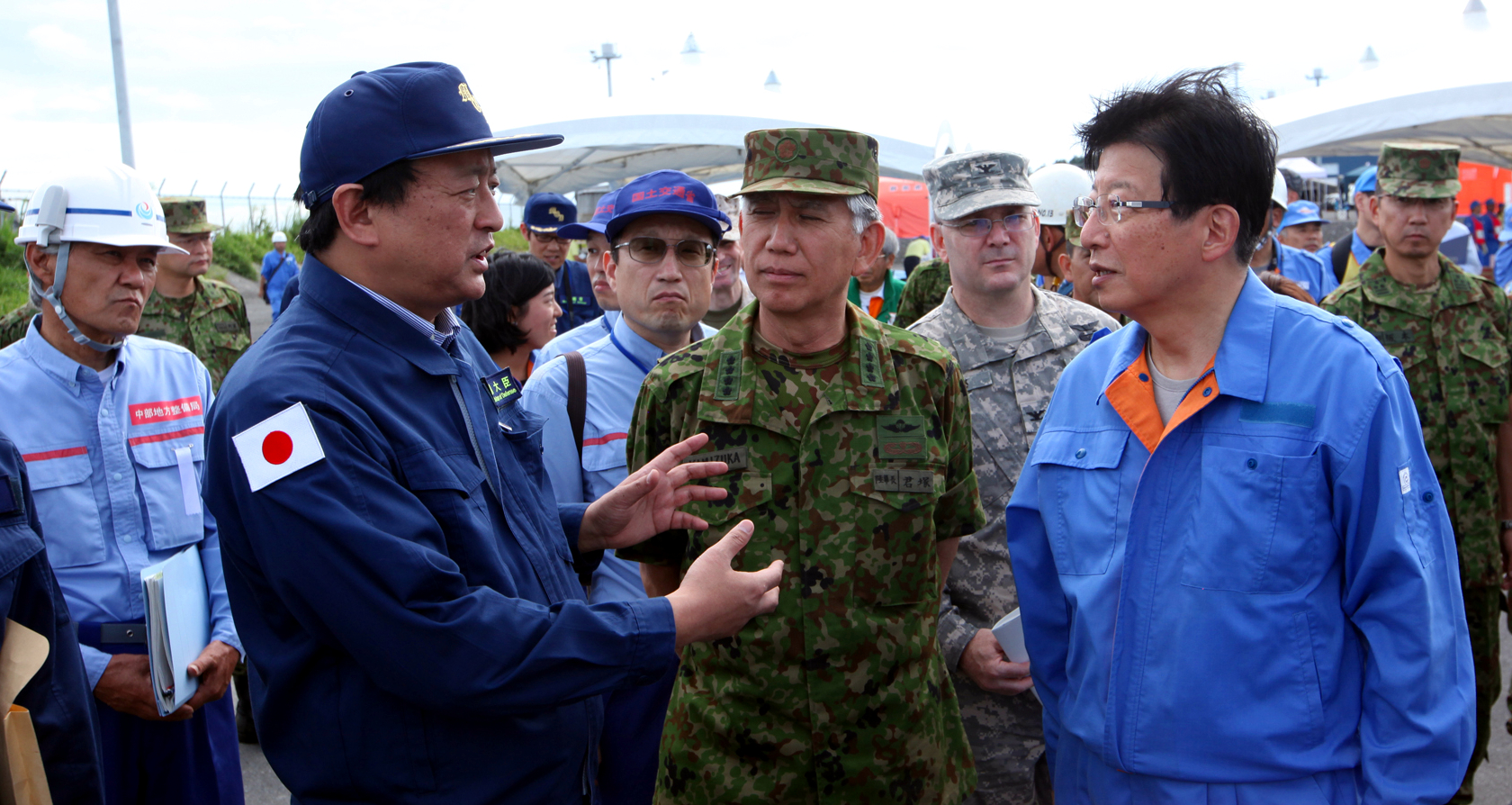
2012年9月2日、静岡空港にて陸上自衛隊陸上幕僚長君塚栄治（手前中央）、静岡県知事川勝平太（手前右）らと「静岡県総合防災訓練」に参加

憲法改正
憲法改正や、集団的自衛権の行使を禁じた政府の憲法解釈を見直すことに賛成している。自身が所属する凌雲会会長の前原誠司が主宰する防衛研究会に参加した。
原子力発電所
2030年までに稼働する原子力発電所の全廃を目指す政府の方針に賛成し、停止中の原発の再稼働反対及び廃炉を主張している。
慰安婦問題
慰安婦に対する日本政府の謝罪を求めた米下院121号決議の全面撤回を求める7月13日付けのアメリカ合衆国大使館への抗議書（チャンネル桜主導）の賛同者に名を連ねた。慰安婦問題と南京事件の真実を検証する会の会長を務める。
外国人参政権
永住外国人への地方選挙権付与に反対している。小沢一郎・鳩山由紀夫・菅直人・岡田克也・前原誠司ら、外国人参政権に賛成している党幹部、歴代党代表に対抗するため、民主党内の保守系議員約30名を集め、党内保守派の重鎮である渡部恒三や西岡武夫、中堅・若手の保守派の代表格である松原仁・笠浩史・松野頼久らと共に永住外国人の地方参政権を慎重に考える勉強会を結成した。
選択的夫婦別姓
選択的夫婦別姓制度導入について、「どちらとも言えない」としている。
静岡空港
静岡空港の建設に反対し、署名運動に名を連ねていた。
中央新幹線
リニア中央新幹線の建設工事に反対していた川勝平太静岡県知事を支援しており、川勝の辞任表明前に後継として打診されるが、インタビューにおいて「リニアの開通に向けては進めていくべき」と回答した。
地盤
選出選挙区である静岡6区では、2021年に小選挙区に敗北し比例復活するまで民主党に逆風が吹いた2005年や2012年の総選挙でも、得票数で自由民主党の候補を上回るなど、安定した地盤を持っていた。
しかし2012年以降3度の総選挙では相手候補との差が縮まり比例復活を許しており、上述の通り2021年の総選挙で自身が敗北し比例復活することになった。
所属グループ
立憲民主党内では新政権研究会（泉グループ）・凌雲会（前原グループ）に所属しており、前原がかつて次の内閣でネクスト安全保障大臣であった当時、渡辺が副大臣を務めた。なお前原の父親、渡辺の父親は共に鳥取県境港市の出身である。

## 発言
東日本大震災
2011年3月20日の『新報道2001』（フジテレビ系）において、東北地方太平洋沖地震で福島第一原子力発電所の放射線漏れ事故のデマによる風評被害に関連して「自衛隊が到着したときには医者が避難して重篤な患者だけが取り残されている怪しからん例があった」と発言。3月17日にそのような報道があったのは事実だが、翌日に自衛隊が到着したときには院長を含むスタッフが現地にいたとの訂正報道がなされている。
拉致問題
2017年3月末の救う会・家族会の結成20周年の集会にて、各地方自治体が朝鮮学校に毎年約3億円の補助金を与え続けていることは北朝鮮への誤ったメッセージを送っているとして、日本独自の北朝鮮への制裁強化が必要だと主張した。

## 不祥事
- 2025年3月17日、渡辺名義の乗用車が車検切れのまま1カ月以上使用されていた問題で、静岡県警が道路運送車両法違反（無車検）と自動車損害賠償保障法違反（無保険）の疑いで、車を運転していた男性秘書を書類送検したことが判明した。捜査関係者によると、2024年9月末に車検が切れた車にもかかわらず、秘書は複数回運転した疑いがある。自動車損害賠償責任保険の有効期限も満了していたという[38][39]。2024年11月11月に衆院選後のあいさつ回りで男性秘書が車を運転し、渡辺が同乗していた際、県警の職務質問を受けて発覚した。車の管理は男性秘書が行っていたという[39]。検察はこの秘書を4月14日までに不起訴処分とした[40]。

## 家族・親族
- 長女は、慶應義塾大学を卒業し客室乗務員となった後、2015年7月3日、大学の元同級生で現在ヴィッセル神戸に所属するサッカー選手の武藤嘉紀と結婚した[4]。AKB48のヒット曲「恋するフォーチュンクッキー」のミュージックビデオ「慶應義塾大学version」で、交際期間中の武藤をはじめとする友人たちと共に踊るシーンが収録されている。
- 長男はワタナベエンターテインメント所属のお笑いコンビ、ボシマックスのセイギ。高校時代は静岡高校野球部で控え投手として甲子園に出場している。大学は慶應義塾大学に進学し体育会硬式野球部に所属し東京六大学リーグ戦で登板経験もある。
- 父の渡辺朗は鳥取県境港市森岡町の出身の政治家であり、民社党結党に参加し、衆議院議員、東海大学教授、沼津市長などを歴任した。
- 鳥取県境港市森岡町に存在する父の生家の渡辺家は町制施行前の森岡村の開村の功労者を祖とし、代々同村の庄屋を務めた旧家である[41]。同町所在の同家の屋敷地には“岩明神”と呼ばれる渡辺一族の守護神が祀られており、旧暦10月25日には一族の人々が総本家に集まって、盛大な祭りを行っている[41]。伝承によれば、かつて諡（おくりな）を｢一翁黙心上座｣という六部がこの家から出て、諸国を巡って修行していたが、故郷森岡に帰って、郷土と渡辺一族の繁栄を願って即身成仏したという[41]。また、その六部のお蔭で、その後20数軒に及ぶ渡辺一族が栄えており、これは｢岩明神｣の加護のたまものであるとの信仰が代々同地に根付いている[41]。
- 弟の渡辺迅は周の秘書を務めた。2023年静岡県議会議員選挙に長泉町選挙区から無所属（立憲民主党推薦）で立候補したが落選。

## 人物
- 喫煙者であり、超党派の愛煙家国会議員からなる議員連盟「もくもく会」に所属している[42]。

## 選挙歴
| 当落 | 選挙                     | 執行日         | 年齢 | 選挙区       | 政党       | 得票数     | 得票率 | 定数 | 得票順位 /候補者数 | 政党内比例順位 /政党当選者数 |
| ---- | ------------------------ | -------------- | ---- | ------------ | ---------- | ---------- | ------ | ---- | ------------------ | ---------------------------- |
| 当   | 1991年静岡県議会議員選挙 | 1991年4月7日   | 30   | 沼津市選挙区 | 民社党     | 1万7406票  | ーー   | 5    | 1/7                | /                            |
| 当   | 1995年静岡県議会議員選挙 | 1995年4月9日   | 34   | 沼津市選挙区 | 無所属     | 2万4542票  | ーー   | 4    | 1/6                | /                            |
| 当   | 第41回衆議院議員総選挙   | 1996年10月20日 | 34   | 静岡県第6区  | 旧民主党   | 6万609票   | 31.56% | 1    | 1/5                | /                            |
| 当   | 第42回衆議院議員総選挙   | 2000年06月25日 | 38   | 静岡県第6区  | 民主党     | 11万5223票 | 53.35% | 1    | 1/4                | /                            |
| 当   | 第43回衆議院議員総選挙   | 2003年11月09日 | 41   | 静岡県第6区  | 民主党     | 13万6066票 | 49.92% | 1    | 1/4                | /                            |
| 当   | 第44回衆議院議員総選挙   | 2005年09月11日 | 43   | 静岡県第6区  | 民主党     | 15万4542票 | 52.57% | 1    | 1/3                | /                            |
| 当   | 第45回衆議院議員総選挙   | 2009年08月30日 | 47   | 静岡県第6区  | 民主党     | 19万7688票 | 66.53% | 1    | 1/3                | /                            |
| 当   | 第46回衆議院議員総選挙   | 2012年12月16日 | 51   | 静岡県第6区  | 民主党     | 11万6084票 | 45.59% | 1    | 1/4                | /                            |
| 当   | 第47回衆議院議員総選挙   | 2014年12月14日 | 53   | 静岡県第6区  | 民主党     | 11万4161票 | 48.55% | 1    | 1/3                | /                            |
| 当   | 第48回衆議院議員総選挙   | 2017年10月22日 | 55   | 静岡県第6区  | 希望の党   | 10万8788票 | 46.02% | 1    | 1/3                | /                            |
| 比当 | 第49回衆議院議員総選挙   | 2021年10月31日 | 59   | 静岡県第6区  | 立憲民主党 | 9万9758票  | 44.14% | 1    | 2/3                | 4/5                          |
| 当   | 第50回衆議院議員総選挙   | 2024年10月27日 | 62   | 静岡県第6区  | 立憲民主党 | 10万4222票 | 46.26% | 1    | 1/3                | /                            |

## 所属団体・議員連盟
- 日本会議国会議員懇談会[43]（副会長）
- 慰安婦問題と南京事件の真実を検証する会（会長）
- ボーイスカウト振興国会議員連盟（理事）
- もくもく会[42]
- 日本の領土を守るため行動する議員連盟
- 国家主権と国益を守るために行動する議員連盟
- 永住外国人の地方参政権を慎重に考える勉強会
- 人権擁護法案から人権を守る会
- 北朝鮮に拉致された日本人を早期に救出するために行動する議員連盟（会長代行）
- 民主党日韓議員交流委員会（幹事）
- 日本・モルディブ友好議員連盟[44]
- 人権外交を超党派で考える議員連盟 [45]